# Paul Hirst
Paul Quentin Hirst (* 20. Mai 1946 in Holberton, Devon; † 16. Juni 2003 in London) war ein britischer Soziologe und Politikwissenschaftler. Er war von 1985 bis zu seinem Tod Professor an der Birkbeck University of London.

## Leben und Wirken
Er studierte an der University of Leicester und an der University of Sussex. Ab 1969 unterrichtete er am Birbeck College. 1972 war er einer der Gründer des Department of Politics and Sociology. 1978 wurde er „reader“ und sieben Jahre später Professor.
In den 1970er Jahren wurde er mit Barry Hindess eine der Hauptpersönlichkeiten des Neomarxismus Althusser'scher Prägung. Am Ende der 1970er und in den 1980er Jahren wandelte sich Hirst zum Kritiker Louis Althussers. Mit Anleihen bei Foucault, Quine und Wittgenstein kritisierte er den Essentialismus und die prinzipielle Möglichkeit einer allgemeinen Theorie gegen den „konstruktionistischen Imperialismus“. In seinem Werk über das demokratische Regierungssystem wandte er sich den britischen Ideengebern des politischen Pluralismus zu: J. N. Figgis, George Douglas Howard Cole und Harold Laski. Während der späten 1980er und frühen 1990er entwickelte Hirst den „Assoziationalismus“, der die Demokratisierung der Gesellschaft als Alternative zum Staatssozialismus und der liberalen Marktwirtschaft propagierte. Er verfasste auch Beiträge zur kritischen Rechtstheorie.
In seinem späteren Werk mit Grahame Thompson kritisierte er die in Mode gekommenen Theorien der Globalisierung. Dabei wies er auf die bleibende Bedeutung des Nationalstaats hin. Sein Buch zum Thema Krieg und Macht ist eine historisch-soziologische Analyse des modernen Staates. Seine letzte Publikation Raum und Macht zeigt die Grenzen und Formkräfte der Macht der räumlichen Bedingungen des Staates auf.
Mit Mark Cousins, Colin MacCabe, und Richard Humphreys gründete er 1933 das London Consortium. Er hatte den Vorsitz im Exekutivkomitee von Charter 88 und war einer der ersten und regelmäßigen Mitarbeiter von openDemocracy.

## Schriften (Auswahl)
- mit B. Hindess: Pre-Capitalist Modes of Production. Routledge & Kegan Paul, London 1975.
- On Law and Ideology. MacMillan, London 1979.
- mit P. Woolley: Social Relations and Human Attributes. Routledge, London 1982.
- Law, Socialism and Democracy. Harper Collins, London 1986.
- Carl Schmitt’s Decisionism. In: Telos. 72 (Sommer). Telos Press, New York 1987.
- Representative Democracy and its Limits. Polity, Cambridge 1990.
- Associative Democracy. Polity, Cambridge 1993.
- From Statism to Pluralism. UCL Press, London 1997.
- und Thompson, G. Globalisation in Question. Polity, Cambridge 1999.
- War and Power in the 21st Century. Polity, Cambridge 2001.
- Space and Power: Politics, War and Architecture. Polity, Cambridge 2005.